# Franceschetto Cybo

Brasão da família Cybo.

Franceschetto Cybo (batizado Francesco) (c. 1450 - 25 de julho de 1519) foi um nobre italiano, filho ilegítimo do Papa Inocêncio VIII (Giovanni Battista Cybo).
Nascido em Nápoles, casou-se por razões diplomáticas com a filha de Lourenço de Médici, Madalena de Médici; era, portanto, cunhado do Papa Leão X (Giovanni de' Medici).
Apesar de possuir problemas com jogo e ficar várias vezes em apuros por causa disso, recebeu de seu pai posições importantes nos Estados Papais: como capitão-geral da Igreja, governador de Roma (1488), os feudos de Cerveteri e Anguillara (1490) e o título de Conde do Palácio de Latrão.
Dois anos depois, após a morte de Inocêncio VIII, se mudou para a Toscana e Gênova, mas pode voltar a Roma, graças à eleição do mais favorável Papa Júlio II (1503). Júlio deu-lhe o título de duque de Espoleto.
Faleceu em 1519 depois de uma viagem a Túnis. Está enterrado no sepulcro de Inocêncio VIII, na Basílica de São Pedro.

## Filhos
Da união com Madalena de Médici teve seis filhos:
1. Clarice (Clarice) (1490-1492): nascida deficiente e morta na infância;
2. Inocêncio (Innocenzo) (1491-1550): cardeal e arcebispo de Turim de 1521 a 1548.
3. Lourenço (Lorenzo) (1500-1549): duque de Terni, casado com Ricarda Malaspina, que originou à linha Cybo-Malaspina [2];
4. Catarina (Caterina) (1501-1557): casada com João Maria de Varano, duque de Camerino;
5. Hipólita (Ippolita) (1503-1503)
6. João Batista (Giovanni Battista) (1505-1550)